# Hillbrow Tower
Hillbrow Tower är ett 269 meter högt torn i stadsdelen Hillbrow i Johannesburg i Sydafrika. Det är en av Afrikas högsta byggnader. 
Tornet byggdes som radiomast för sydafrikanska Telkom under namnet JG Strijdom Tower, efter den tidigare sydafrikanska premiärministern JG Strijdom. Tornet började byggas i juni 1968 och var klart i april 1971. Det kostade 2 miljoner rand att bygga. Efter apartheid-politikens avskaffande på 1990-talet bytte det namn till Telkom Jo'burg Tower. 
Det 269 meter höga tornet, mestadels konstruerat av cement, har 84 centimeter tjocka väggar vid basen. De sex översta våningarna över 131 meters höjd och som nu är kontor, var tidigare tillgängliga för allmänheten. På toppen av tornet fanns bland annat en restaurang, som roterade ett varv i timmen, flera barer och en utsiktsplattform med plats för 200 personer. De stängdes 1 januari 1981 av säkerhetsskäl.